# Kretowiec japoński
Kretowiec japoński (Mogera wogura) – gatunek ssaka z rodziny kretowatych (Talpidae).

## Występowanie
Jest to endemit Japonii. Występuje w południowej połowie wyspy Honsiu, na wyspach Kiusiu, Sikoku, Shōdoshima, Cuszima i innych mniejszych wyspach.

## Systematyka
Za podgatunek kretowca japońskiego dawniej uznawany był kretowiec mandżurski (Mogera robusta).